# Plage des Pins de Cordouan
La plage des Pins de Cordouan est une des quatre plages de La Palmyre, station balnéaire de la commune des Mathes, dans le département de la Charente-Maritime et la région Nouvelle-Aquitaine (Sud-Ouest de la France).
Entièrement couverte de sable blond, elle appartient à la Côte de Beauté, dont elle constitue la partie occidentale, et se rattache à la presqu'île d'Arvert et à la région naturelle du Royannais. Elle est un des quatre secteurs de la Grande-Côte, le plus à l’Ouest, avec les plages de la Grande-Côte et des Combots (commune de Saint-Palais-sur-Mer) et de la Lède (commune des Mathes). Donnant sur l’estuaire de la Gironde, elle est exposée à la houle, bien que dans des proportions moindres que sur la Côte sauvage : l’orientation est en effet différente (Sud-Ouest, alors que la Côte sauvage est plein Ouest) et la houle vient se briser en partie sur la pointe du Rhin. La baignade y est ainsi plus tonique que sur la plage voisine de La Palmyre – Le Clapet, qui est protégée par des bancs de sable, et propice à certaines activités nautiques (surf ou stand up paddle) ainsi qu’en hiver, au char à voile, dont elle est un des principaux spots de la région royannaise avec la conche de Saint-Georges-de-Didonne.
Bordée par un cordon dunaire et une vaste pinède (forêt domaniale de la Coubre et forêt des Combots d'Ansoine), elle est surveillée en juillet et en août, dispose de toilettes publiques et est équipée d’un Tiralo (à demander au poste de secours). C’est la plage la plus proche du Club Med ; elle est accessible depuis le front de mer de La Palmyre.
La plage est accessible en voiture par la D25, à bicyclette par la voie verte de Ronce-les-Bains à Saint-Palais-sur-Mer et par les transports urbains de l’agglomération de Royan (réseau Cara'Bus) en haute saison, ligne 31.